# Bajangol járás (Szelenga)
Bajangol járás (mongol nyelven: Баянгол сум) Mongólia Szelenga tartományának egyik járása. Területe 1976 km². Népessége kb. 5600 fő.
Székhelye Barúnhará (Баруунхараа), mely 170 km-re fekszik Szühebátor tartományi székhelytől.